# Casa con Quimeras
La Casa con Quimeras, o Casa Gorodetsky (en ucraniano Будинок із химерами; translit. Budínok z jimérami, en ruso Дом с химерами, translit. Dom s jimérami) es un edificio de estilo art nouveau construido en Kiev, la capital de Ucrania. Originalmente un edificio de apartamentos de lujo, la Casa con Quimeras fue construida entre 1901 y 1902 por el arquitecto polaco Władysław Horodecki, considerado «el Gaudí de Kiev».
Ubicado en el número 10 de la calle Bánkova, al otro lado de la oficina del presidente de Ucrania en el barrio histórico de Pechersk, este edificio se usa desde 2005 como residencia presidencial para ceremonias diplomáticas y oficiales.
El término «Casa con Quimeras» deriva del nombre popular de su tipo de ornamento, que representa varias escenas de animales exóticos y escenas de caza, que fueron añadidas porque Gorodetsky poseía un gran gusto por esta actividad. El nombre del edificio no hace mención a la quimera de la mitología, más bien se puede afirmar que corresponde a un estilo perteneciente a la arquitectura conocido como quimera en la cual las figuras de los animales forman parte de la decoración del edificio.

## Historia

### Construcción
La Casa con Quimeras fue diseñada por el arquitecto polaco Władysław Horodecki (Vladislav Gorodetsky) entre 1901 y 1902. Gorodetsky nació en el año 1863 en la región de Podolia en una familia polaca szlachta. Antes de terminar su carrera en la Academia Imperial de Arte en San Petersburgo, se mudó a Kiev en 1890, donde vivió durante 30 años. En la época de la construcción del edificio, era ya considerado un destacado arquitecto en la ciudad de Kiev. Antes de diseñar esta obra, había construido edificios como la catedral de San Nicolás, el Karaim Kenesa o el Museo Nacional de Arte de Ucrania. Además de por la arquitectura, Gorodetsky sentía una ferviente pasión por la caza mayor, lo que explica que haya tantas figuras de animales en los edificios que diseñó.
Gorodetsky financió la construcción de su obra con dinero prestado, con la idea de que fuera un edificio de apartamentos de lujo. Cada piso poseía solamente un apartamento, que se conectaba con los demás a través de un ascensor y escaleras. El propio Gorodetsky vivió en uno de ellos, ocupando el cuarto piso del edificio, que poseía una superficie de aproximadamente 380 metros cuadrados.
Gorodetsky compró el primer lote de terreno para la construcción de la Casa con Quimeras el 1 de febrero de 1901, y las obras empezaron el 18 de marzo de ese mismo año. La construcción de los muros exteriores terminó oficialmente el 21 de agosto, y la instalación del techo y el trabajo de albañilería se completaron el 13 de septiembre. Debido a las dificultades económicas del Imperio ruso, las obras del edificio se retrasaron un poco. Para mayo del año 1903, sólo uno de los departamentos de la Casa con Quimeras estaba ocupado, sin contar el que Gorodetsky habitaba. El costo total del terreno y la construcción del edificio alcanzó la suma de 133 000 rublos. El solar sobre el que se levantó el edificio tenía 1550 m², y se empleó una suma de 15 640 rublos en mano de obra y otros gastos de construcción. Se esperaba que el alquiler proporcionase un beneficio anual de 7200 rublos. Se construyó una vaqueriza en los alrededores de la Casa con Quimeras, en un lugar donde el olor no molestaba a los inquilinos, por la insistencia de Gorodetsky en disponer de leche fresca cerca de su domicilio. En las inmediaciones del edificio, se construyeron un jardín alpino en miniatura (aprox. 320 m²) y una pequeña fuente. 
Debido a la mala situación financiera de Gorodetsky, relacionada en parte con su afición por los safaris, en julio de 1912, el arquitecto utilizó la construcción como garantía de un préstamo tomado de la Asociación de Crédito Mutuo de Kiev. Tras casi un año, no pudo pagar el préstamo, por lo que la propiedad del edificio pasó al ingeniero Daniel Balachovsky, el hijo de un comerciante de Kiev que era también el presidente de la fábrica de azúcar Blahodátinskoe, así como agente consular francés en Kiev. En 1916, la Casa con Quimeras seguía siendo propiedad de aquella fábrica de azúcar. En 1918, el edificio pasó a ser de Samuel Nemets, y en 1921, después de que los bolcheviques se apoderaran de Kiev, muchos militares establecieron allí sus oficinas.

### Propietarios desde 1921 hasta 2002

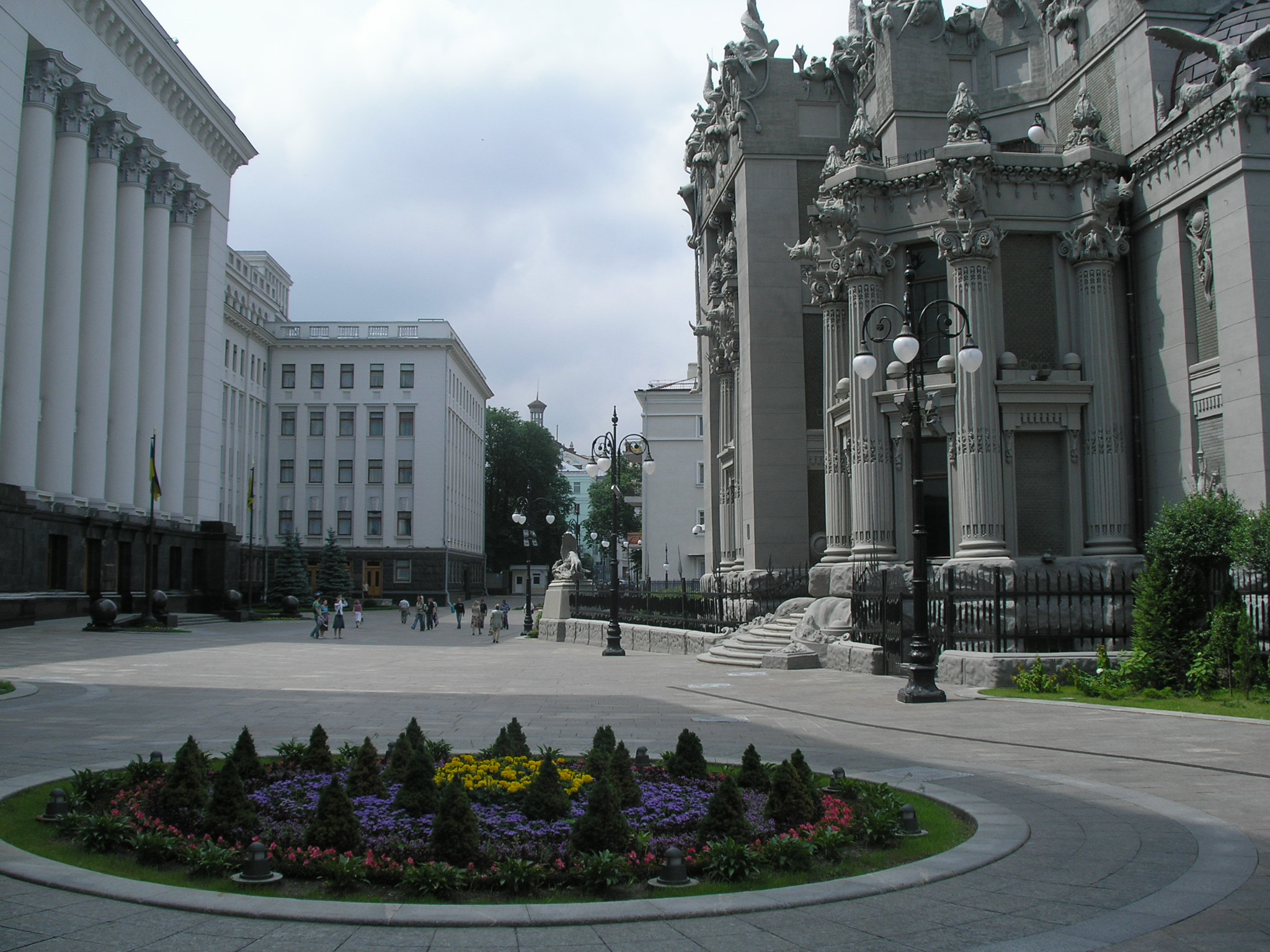
En la imagen se visualiza la plaza que se encuentra enfrente de la Casa con Quimeras.

Tras la Revolución rusa de 1917 el edificio fue nacionalizado, y más adelante  reformado para la vida comunitaria. Cada piso estaba ocupado en aquel entonces por nueve o diez familias. Durante la Segunda Guerra Mundial, el edificio permaneció abandonado. Debido a la exposición a los bombardeos y al desgaste, la Casa con Quimeras sufrió severos daños en su estructura. Después de la guerra, el edificio fue, durante un corto lapso, residencia para los actores evacuados del teatro Iván Frankó. Además, poco después el Comité Central del Partido Comunista de la URSS tomó posesión de este edificio y lo convirtió en una clínica. La clínica tuvo su sede en la Casa con Quimeras hasta finales del siglo XX. Durante ese tiempo, el edificio sufrió varios deterioros, e incluso algunos de sus detalles arquitectónicos fueron quitados o se rompieron.
La restauración del edificio estaba prevista para 2002, pero los trabajadores de la clínica se mostraron reacios a abandonarla, habiéndola ocupado por aproximadamente cuarenta años. Con la intención de forzarlos a irse y dejar libre la Casa con Quimeras, los obreros colocaron tablas en las ventanas y amenazaron con hacer lo mismo en las puertas si no desalojaban la clínica. Solamente la intervención del presidente Leonid Kuchma logró hacer que fuera desocupado el edificio.

### Reconstrucción y uso oficial

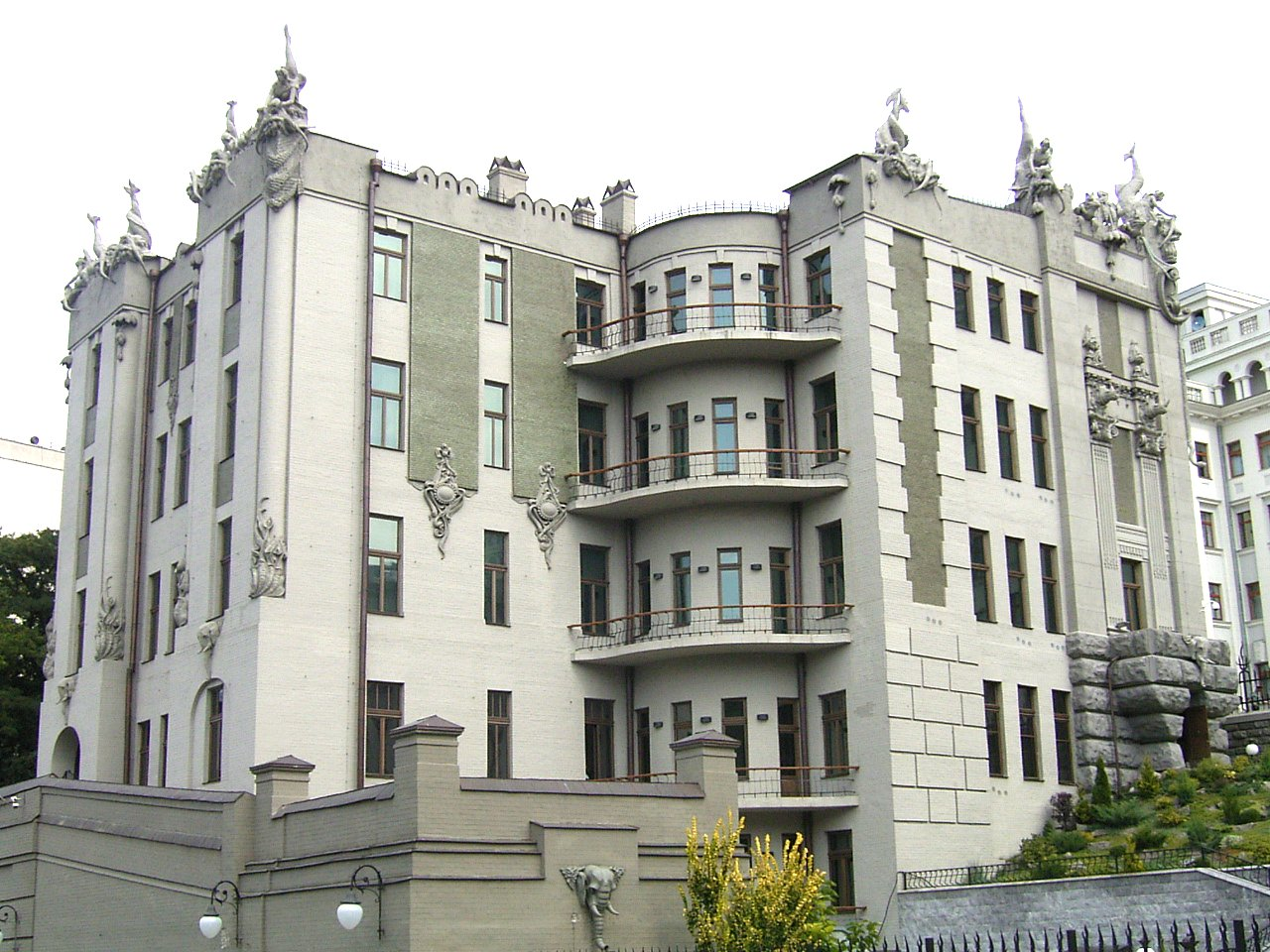
Vista frontal de la Casa con Quimeras.

Durante el tiempo de restauración, llevada a cabo por UkrNDIProektRestavrátsiya y liderada por Natalia Kosenko, los trabajadores desenterraron todo el piso inferior, que había sido rellenado durante la época soviética para reforzar los cimientos del edificio. Para restaurar la elaborada decoración del interior, esta tuvo que ser completamente rehecha. En el patio, se colocó un lago artificial, pequeño jardín y fuentes, como había sido planeado por Gorodetsky originalmente. Cabe destacar que la restauración, llevada a cabo en el año 2001, duró seis meses y se estima que en ella fueron invertidos 165,6 millones de dólares. Además, durante el tiempo en que la Casa con Quimeras perteneció a la URSS, el edificio se partió por la mitad. Una parte de la grieta llegó a medir 22 cm (9 pulgadas), y la más grande, 46 cm (16 pulgadas).
El edificio abrió sus puertas como filial de Obras Maestras del Arte Ucraniano del Museo Nacional de Arte en noviembre de 2004. Se esperaba usar el edificio con dos propósitos, como museo y como lugar de reuniones del presidente para visitas de estado.
En abril de 2005, el Ayuntamiento de Kiev pagó una factura de 104 millones de grivnias (equivalente a aproximadamente veinte millones de dólares) al gobierno de Ucrania para solventar la reconstrucción y restauración de la Casa con Quimeras. El Ayuntamiento también le permitió al Gobierno el construir una nueva plaza enfrente del edificio, para usarla en las ceremonias oficiales.
Desde mayo de 2005, el edificio ha sido una residencia oficial del presidente de Ucrania, usada para ceremonias oficiales y diplomáticas. La Casa con Quimeras fue usada como lugar de reunión entre el presidente ucraniano Víktor Yúshchenko y el presidente ruso Vladímir Putin, cuando este último visitó Kiev el 22 de diciembre de 2006. En el edificio hay varias habitaciones especialmente destinadas para negociaciones, conversaciones cara a cara, firmas de documentos oficiales, así como una habitación especialmente destinada a las conferencias de prensa.

## Arquitectura

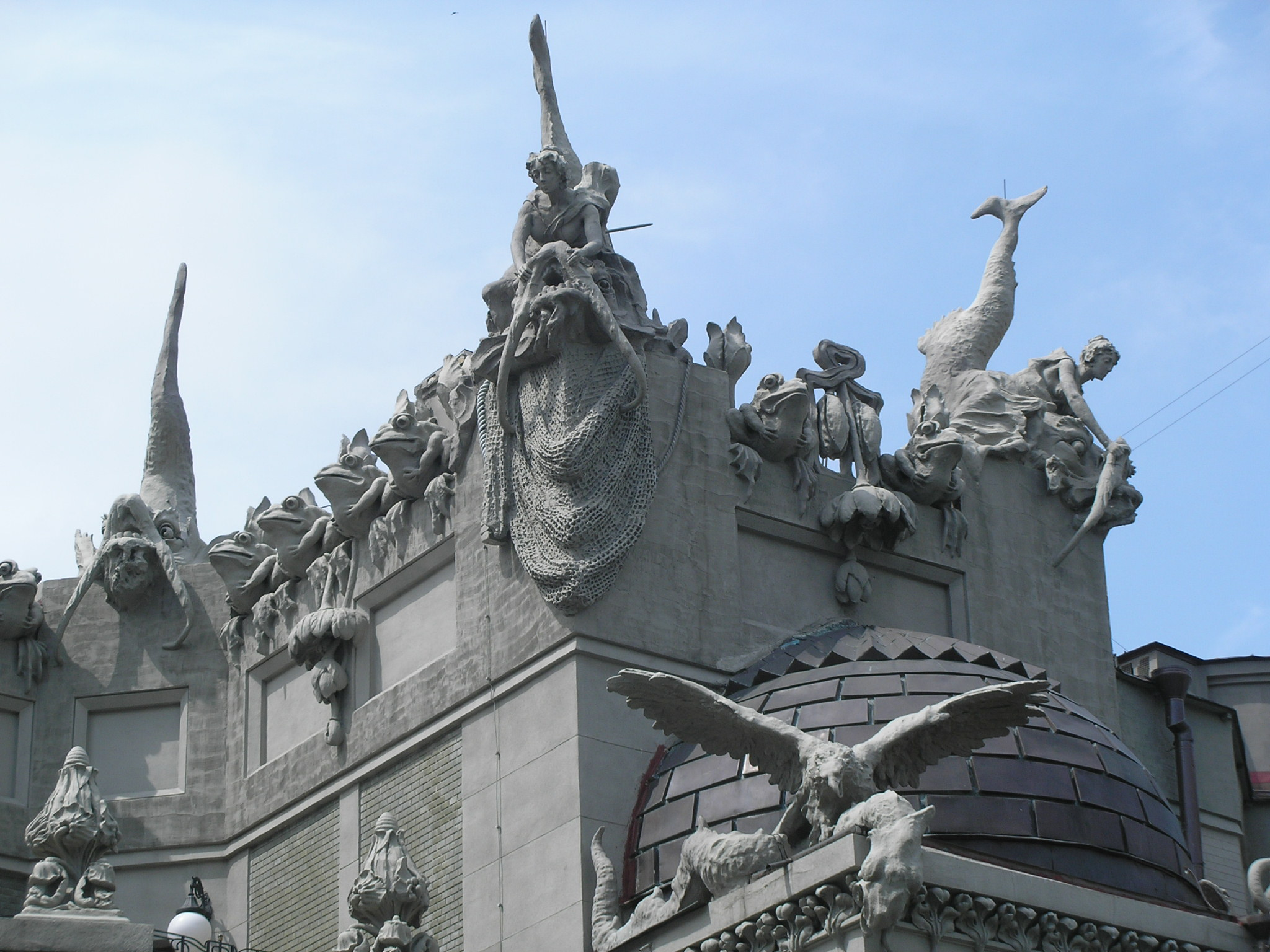
Detalle de la construcción de la Casa con Quimeras.

La Casa con Quimeras pertenece al estilo artístico llamado art nouveau, que era un estilo relativamente nuevo en la época en la cual fue construida, con sus destacados diseños curvilíneos, que a veces incorporaban escenas donde las flores y los animales son las figuras más sobresalientes. Gorodetsky colocó grandes imágenes en la decoración exterior del edificio, de criaturas fantásticas pertenecientes a la mitología y grandes animales de caza. Su trabajo en la Casa con Quimeras le hizo ganarse su apodo, el Gaudí de Kiev.
Debido a lo empinado del terreno sobre que fue construida, tuvo que ser especialmente diseñada con un material resistente como es el hormigón para encajar en sus cimientos correctamente. Si se mira de frente, el edificio parece tener únicamente tres plantas, pero, visto desde atrás, se ven sus seis pisos claramente. Una parte de los cimientos del edificio se hizo con pilares de hormigón, y la otra con cimientos continuos. Generalmente, estos dos sistemas no combinan bien, pero Gorodetsky tuvo éxito al esconder ese problema técnico, de tal manera que casi no se nota.
El escultor italiano Emilio Sala fue el responsable de la decoración escultórica, tanto en el  exterior como en el interior del edificio, tales como de las sirenas, delfines y ranas del techo del edificio, los barcos a punto de hundirse y los trofeos de caza de los muros exteriores y la exuberante decoración del interior, como las grandes y majestuosas escalinatas y arañas, que representan enormes bagres estrangulados con tallos de flores de loto. Las esculturas exteriores creadas por Sala están hechas de cemento, cuya producción fue llevada a cabo por la compañía For, cuyo vicedirector era el propio Gorodetsky. Este cemento fue usado exclusivamente como el elemento principal para la construcción del edificio a pedido del director de la compañía, llamado Ritcher. Cuando se llevó a cabo la construcción de la Casa con Quimeras, el cemento no era un elemento demasiado popular para la construcción de un edificio, por lo que se supone que el haber construido la Casa con Quimeras con este material fue usado como una publicidad para dicho edificio y su material de construcción.

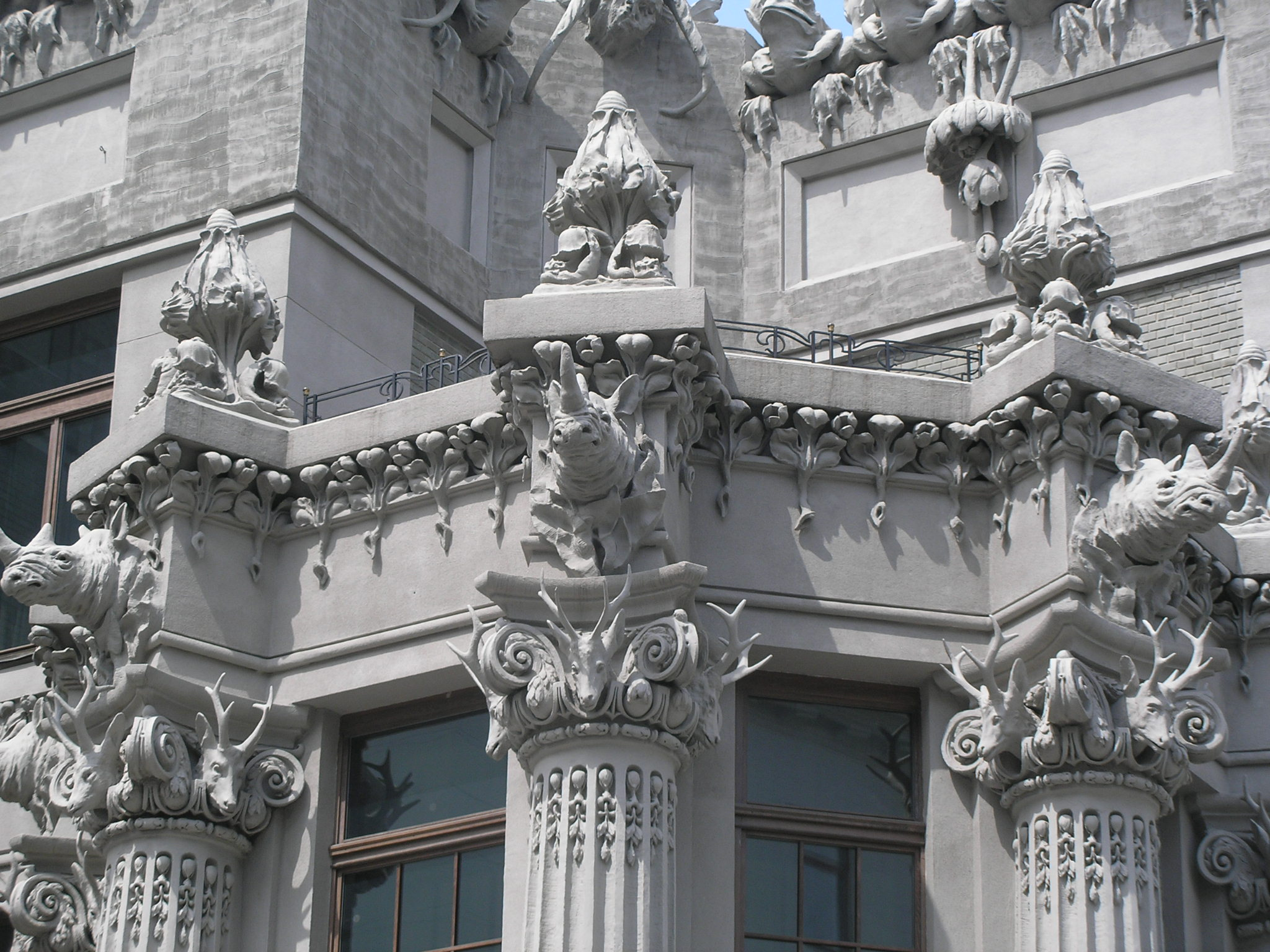
Una muestra de las elaboradas decoraciones de cemento, donde se pueden observar ciervos y rinocerontes.
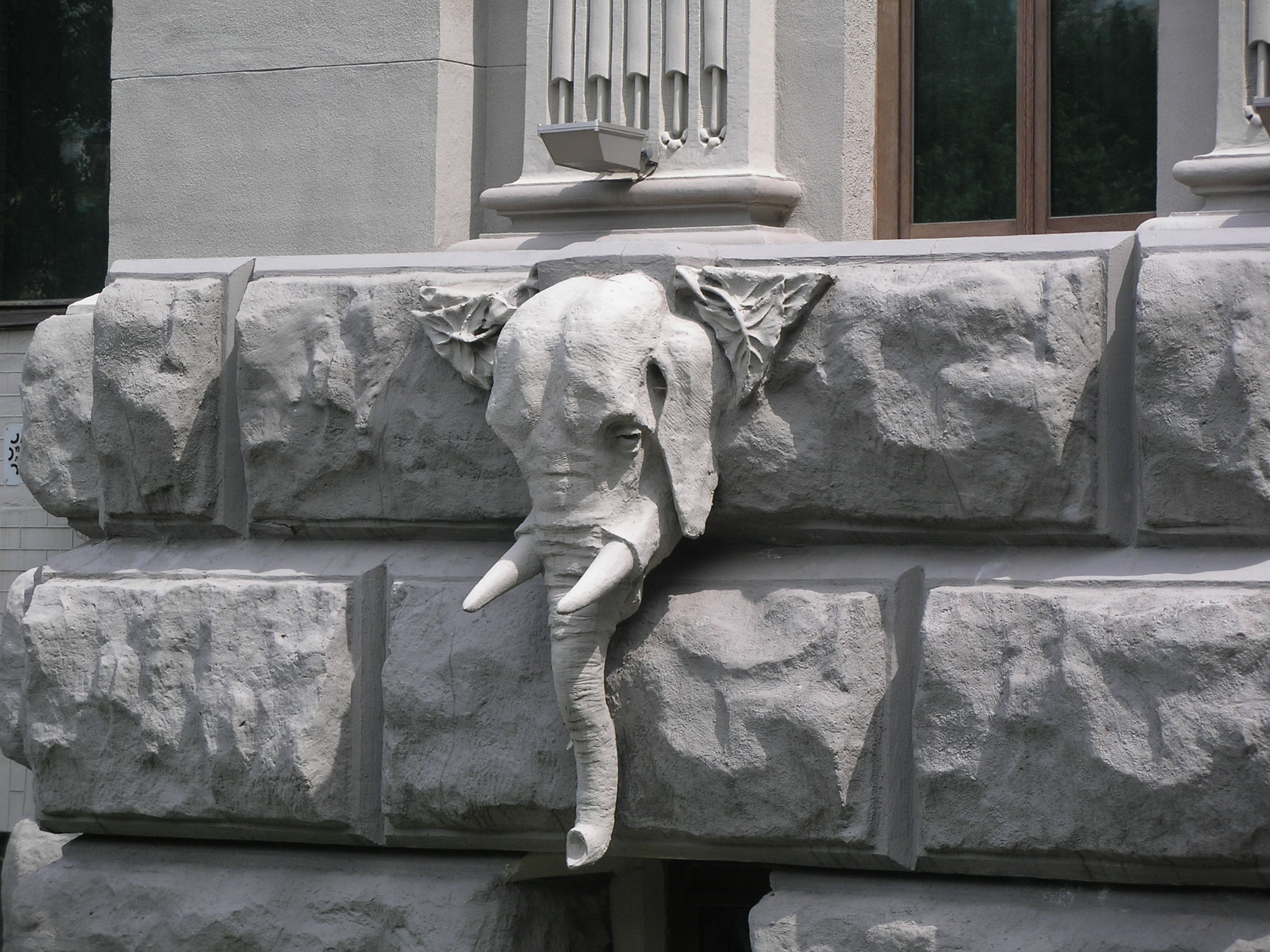
El edificio cuenta con figuras zoomorfas, como esta gárgola de cabeza de elefante.
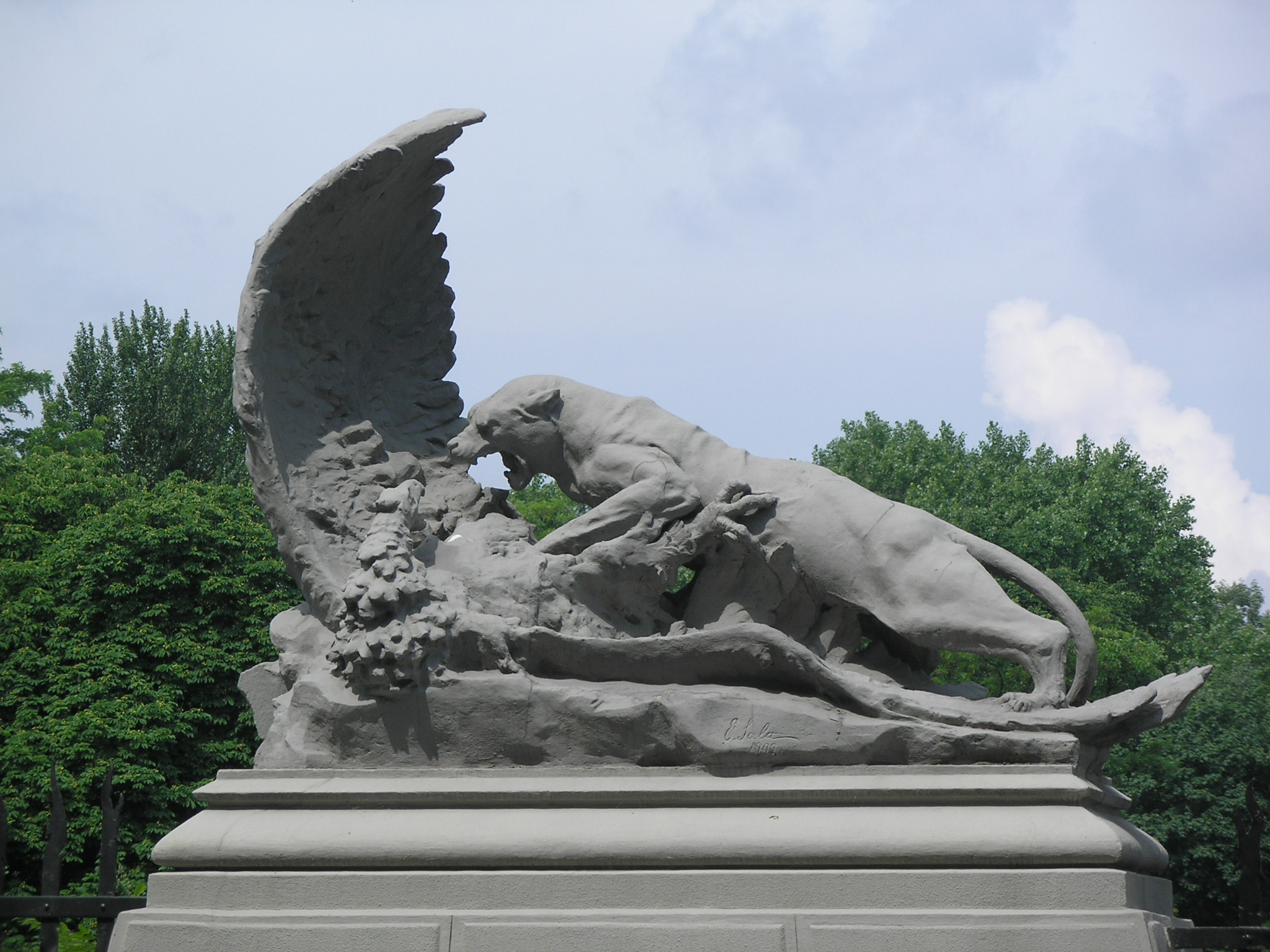
Una de las muchas esculturas de los alrededores del edificio.

### Descripción de los pisos

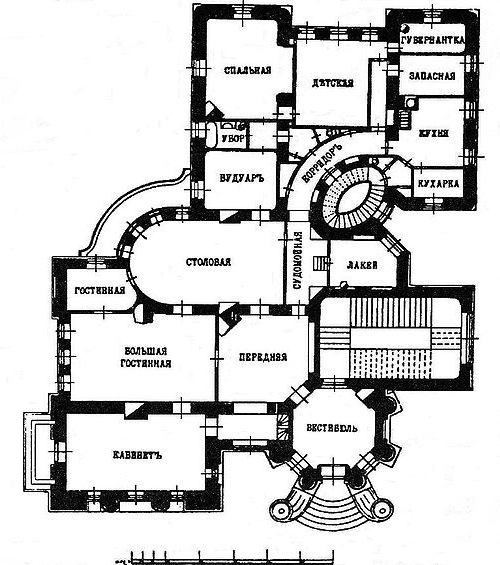
Los planos originales de Gorodetsky de su propio apartamento, situado en la sexta planta; foto de principio de la década de 1900.

La Casa con Quimeras fue diseñada de tal manera que los inquilinos ocupaban cada piso en su totalidad, ya que cada uno de ellos contaba con la cantidad de habitaciones necesarias, desde cocinas privadas hasta pequeños tocadores. El plano original del piso y las habitaciones que éste posee son característicos de las casas de los ricos de principios del siglo XX. En total, el edificio tiene una superficie de 3.309,5 metros cuadrados.
En el nivel más bajo, situado en el interior de la colina sobre la cual se construyó el edificio había en un principio dos establos, dos habitaciones para los cocheros, un lavadero compartido y dos apartamentos separados. Cada uno de estos apartamentos consistía en un vestíbulo, una cocina, un baño y una habitación especialmente preparada para almacenar comida. El primero de esos apartamentos tenía dos habitaciones residenciales y el segundo, tres. Las plantas por encima del nivel inferior fueron diseñadas para albergar cada una un único apartamento.
El apartamento del segundo piso consistía en seis habitaciones residenciales, además de un vestíbulo, una cocina, un buffet, tres habitaciones para la servidumbre, un baño, dos baños algo más pequeños y dos almacenes. Había, además, en ese mismo nivel cuatro bodegas de vino. Estas bodegas pertenecían a los apartamentos que se encontraban en las plantas superiores. En el tercer piso, los apartamentos consistían en ocho habitaciones residenciales, un vestíbulo, una cocina, un lavadero, dos habitaciones para el servicio, un baño y dos aseos. Este apartamento estaba ubicado en un nivel apenas más bajo que el nivel de la calle Bánkova, en la entrada principal.
El apartamento más grande, que perteneció a Gorodetsky, consistía en un estudio, un gran salón, un comedor, una habitación para los niños, un tocador, un dormitorio, una habitación para una niñera, una habitación para invitados, tres habitaciones para sirvientes, una cocina, un lavadero, dos baños y dos almacenes. En el piso de arriba, había un apartamento de similar diseño y tamaño al de Gorodetsky. De todas formas, tenía una habitación menos que éste, pero, en cambio, poseía una terraza desde donde se podía disfrutar de una vista panorámica de toda Kiev.

## Leyendas

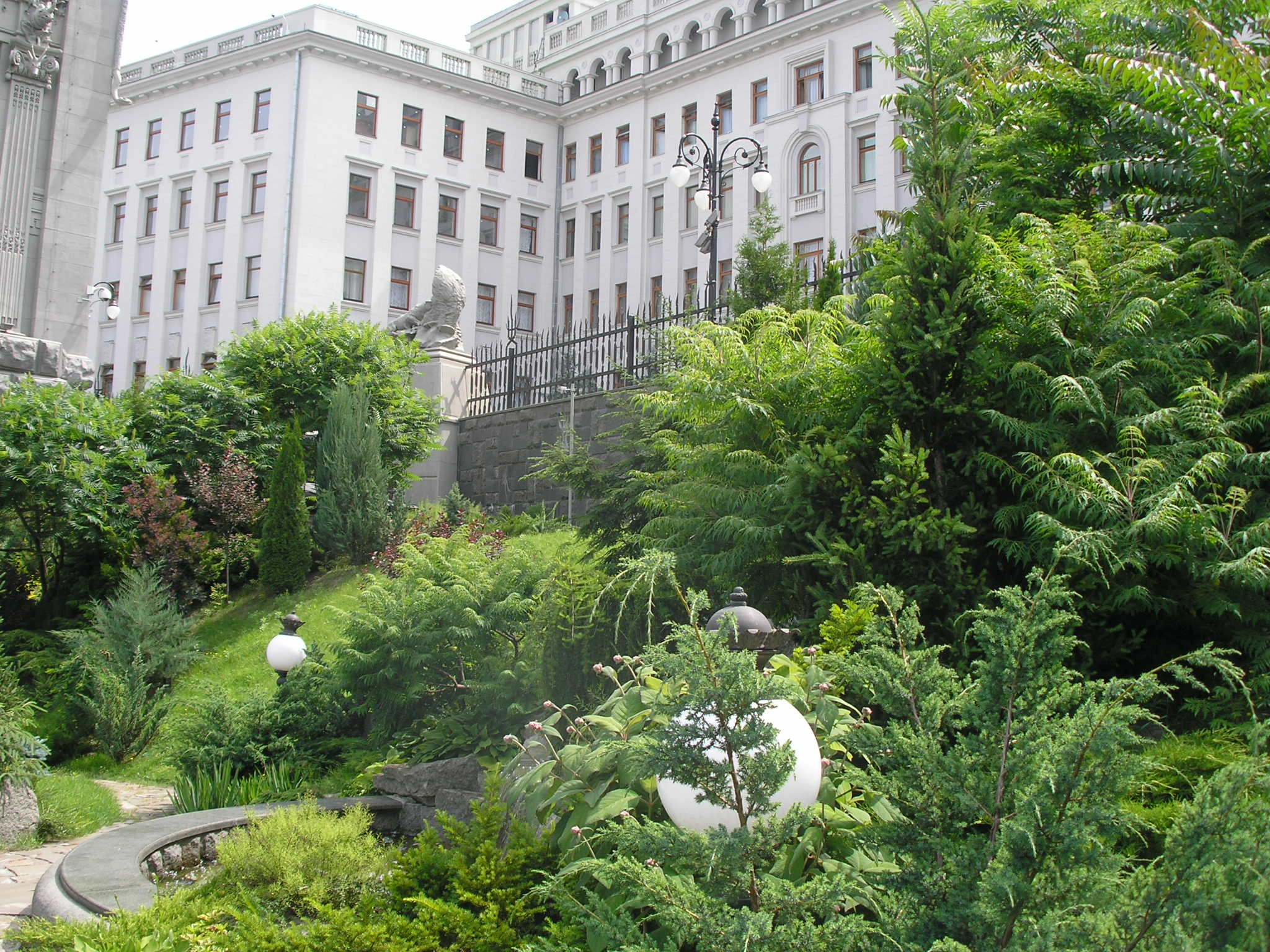
Los jardines adyacentes a la Casa con Quimeras.

Con el paso de los años, fueron tejiéndose muchas leyendas relacionadas con la Casa con Quimeras.
Según la primera leyenda, la hija de Horodecki se suicidó ahogándose en el río Dniéper debido a una pena de amor o por una disputa familiar. Como resultado, el arquitecto polaco se habría vuelto un poco loco y habría construido este macabro edificio en su memoria.
La segunda leyenda dice que Gorodetsky hizo una apuesta con algunos otros arquitectos, entre los que estaba Oleksandr Kóbelev, que trataban de probar que sería imposible construir un edificio en un terreno tan inclinado, porque en ese lugar (cerca del Teatro Iván Frankó) sobresalía un pantano (Koz’ye boloto). El Comité de Construcción de Kiev había prohibido la construcción de cualquier edificio en ese terreno, pero dicen que Gorodetsky ganó la apuesta cuando terminó de construir la Casa con Quimeras.
Finalmente, según la tercera leyenda, Gorodetsky maldijo el edificio cuando fue forzado a abandonarlo debido a su imposibilidad de pagar los préstamos que le habían concedido. De esta manera, todos los que lo habitaran serían desdichados o conocerían penurias económicas. Esta leyenda fue la más creída porque, de hecho, todas las empresas que alquilaron un apartamento allí quebraron, vieron dilapidados sus fondos o fueron disueltas.